# بلعنده سیاه
بلعنده سیاه (نام علمی: Chiasmodon niger) نام یک گونه از سرده ماردندان‌ها است.